# Montgaillard-sur-Save
Montgaillard-sur-Save è un comune francese di 80 abitanti, situato nel dipartimento dell'Alta Garonna nella regione dell'Occitania.
Come si evince dal nome, il territorio comunale è bagnato dalle acque del fiume Save.

## Società

### Evoluzione demografica
Abitanti censiti